# 5 mars
Pour les articles homonymes, voir Cinq-Mars.
5 février 5 avril
Chronologies thématiques
- Croisades
- Ferroviaires
- Sports
- Disney
- Anarchisme
- Catholicisme

Abréviations / Voir aussi
- (° 1852) = né en 1852
- († 1885) = mort en 1885
- a.s. = calendrier julien
- n.s. = calendrier grégorien
- Calendrier
- Calendrier perpétuel
- Liste de calendriers
- Naissances du jour

Le 5 mars est le 64e jour, moins souvent le 65e, de l'année du calendrier grégorien ; il en reste ensuite 301.
C'était généralement le 15e jour du mois de ventôse, dans le calendrier républicain / révolutionnaire français officiellement dénommé jour de la chèvre.

## Événements

### IVesiècle
- 363 : l'empereur Julien quitte Antioche pour une expédition perse.

### Vesiècle
- 473 : Glycérius est nommé empereur d'Occident.

### XIIIesiècle
- 1279 : l'Ordre de Livonie est battu lors de la bataille d'Aizkraukle, par le grand-duché de Lituanie.

### XIVesiècle
- 1329 : couronnement de Philippe III et Jeanne II de Navarre.

### XVIesiècle
- 1531 : la nouvelle reine de France Eléonore de Habsbourg est couronnée à Saint-Denis.

### XVIIesiècle
- 1626 : le traité de Monzón, entre la France et l'Espagne, confirme l'indépendance du canton suisse des Grisons, et interdit à l'armée espagnole le passage du Valteline (Italie).
- 1684 : l'Empire germanique, la Pologne et Venise forment la sainte Ligue, contre l'Empire ottoman.

### XVIIIesiècle

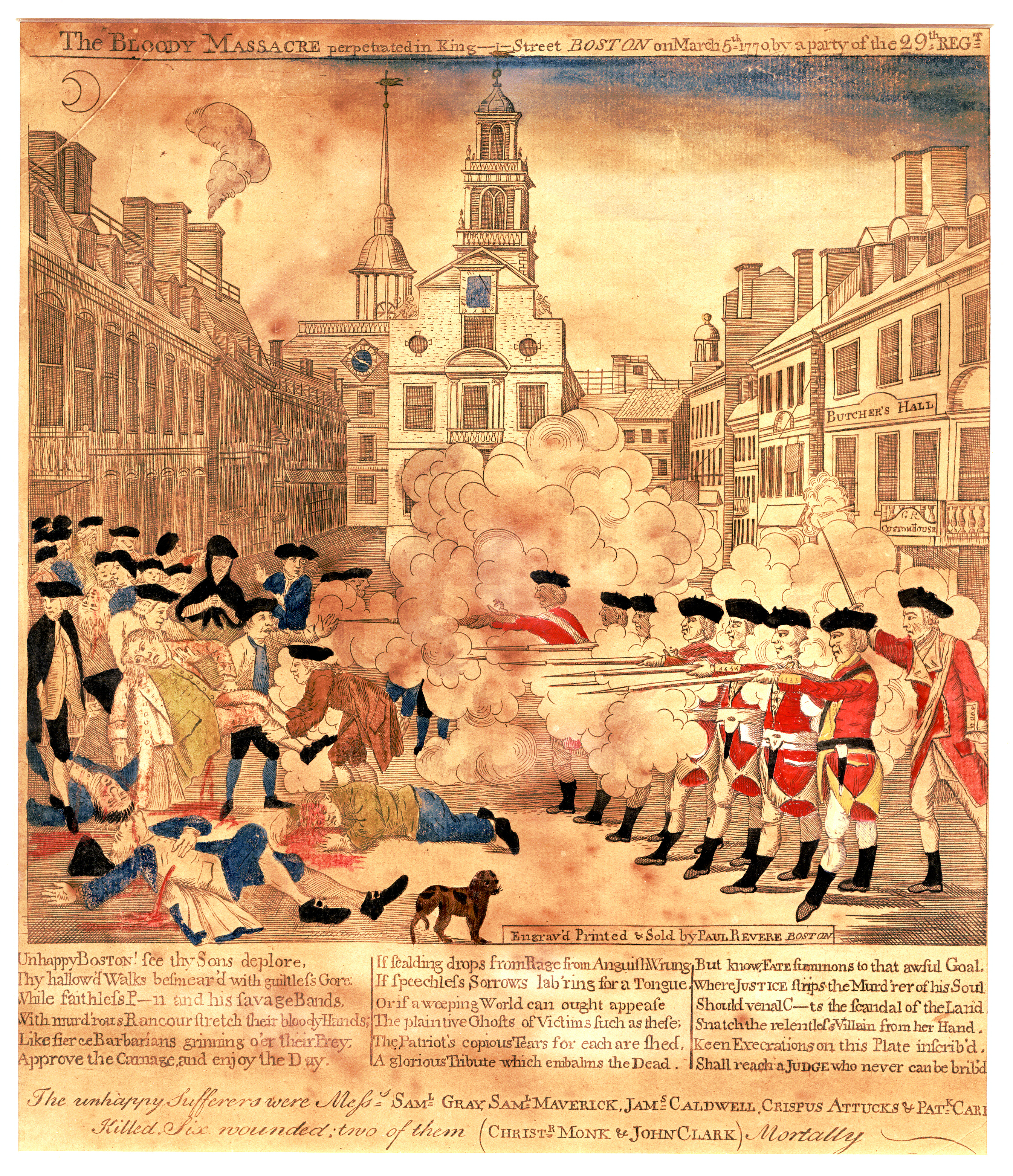
Massacre de Boston

- 1760 : Charles-Christian de Nassau-Weilbourg épouse Caroline d'Orange-Nassau.
- 1770 : massacre de Boston.
- 1794 : exécution de Jacques-René Hébert et de ses partisans.
- 1795 : bataille de la Ville-Mario, pendant la Chouannerie.
- 1798 : les Français occupent Berne.

### XIXesiècle
- 1811 : bataille de Barrosa.

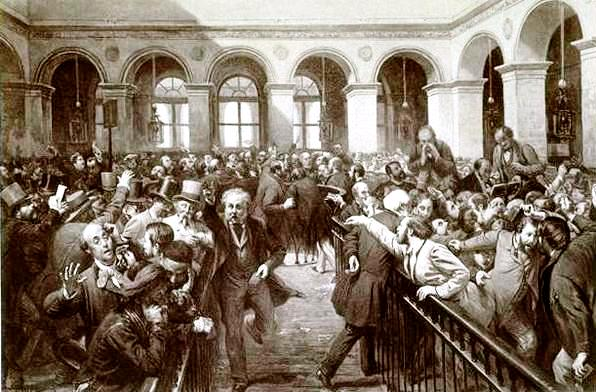
Charles Gallo lançant une bouteille d'acide prussique à la Bourse de Paris

- 1821 : James Monroe, 5e président des États-Unis, est investi pour son second mandat.
- 1824 : William Pitt Amherst déclare la première guerre anglo-birmane.
- 1886 : l'anarchiste Charles Gallo accomplit un acte de propagande par le fait, en lançant une bouteille d'acide prussique dans la Bourse de Paris.
- 1899 : l'explosion d'une poudrière suite à l’instabilité de la poudre B tue 65 civils et militaires et rase le hameau de Lagoubran a proximité immédiate du port militaire de Toulon[1].

### XXesiècle
- 1904 : Alfred Dreyfus, obtient la réouverture de son dossier devant la chambre criminelle de la Cour de cassation.
- 1931 : signature du pacte Gandhi-Irwin.
- 1933 : le Parti national-socialiste des travailleurs allemands (NSDAP) gagne 92 sièges et remporte près de 44 % des voix aux élections allemandes.
- 1936 : réunification de la Confédération générale du travail et de la Confédération générale du travail unitaire en France.
- 1939 : en Espagne, putsch intra-républicain du colonel Casado à Madrid (5-10 mars).
- 1940 : le Politburo décide le massacre de Katyń.
- 1946 : discours de Fulton par Churchill, dans lequel le mot « rideau de fer » est employé pour la première fois.
- 1948 : résolution no 42 du Conseil de sécurité des Nations unies relative à la Palestine.
- 1970 : un traité sur la non-prolifération des armes nucléaires entre en vigueur.
- 1974 : Israël retire ses troupes à l'ouest du canal de Suez à la suite de la guerre du Kippour.
- 1989 : début d'émeutes anti-chinoises au Tibet.
- 1998 : la mort d'Adem Jashari est considérée comme le début de la guerre du Kosovo.

### XXIesiècle
- 2010 : au Tchad, le président Idriss Déby nomme comme nouveau premier ministre Emmanuel Nadingar.
- 2014 : instauration d'une République glaciaire par Greenpeace.
- 2016 : suspension de John Longworth de la présidence de la Chambre de commerce britannique, pour violation de la neutralité sur le débat sur le retrait du Royaume-Uni de l'Union européenne en se prononçant pour le « Brexit ».
- 2019 : aux États fédérés de Micronésie, se déroulent les élections législatives et un référendum sur la tenue d'une convention constitutionnelle.
- 2020 : la Turquie et la Russie concluent un accord de cessez-le-feu visant à mettre fin aux combats dans la région d'Idlib.
- 2023 : en Estonie, lors des élections législatives, le Parti de la réforme de la Première ministre Kaja Kallas arrive en tête[2].

## Arts, culture et religion
- 1616 : la Sacrée Congrégation de l'Index publie un décret condamnant la théorie héliocentrique défendue dans le livre De revolutionibus orbium coelestium de l'astronome polonais Nicolas Copernic.
- 1797 : arrivée de l'Évangile à Tahiti.
- 1868 : création de Mefistofele d'Arrigo Boito à la Scala de Milan.
- 2015 : l’État islamique détruit au bulldozer les ruines de l'antique capitale de l’Assyrie entre 879 et 613 av. J.-C. Nimroud.

## Sciences et techniques

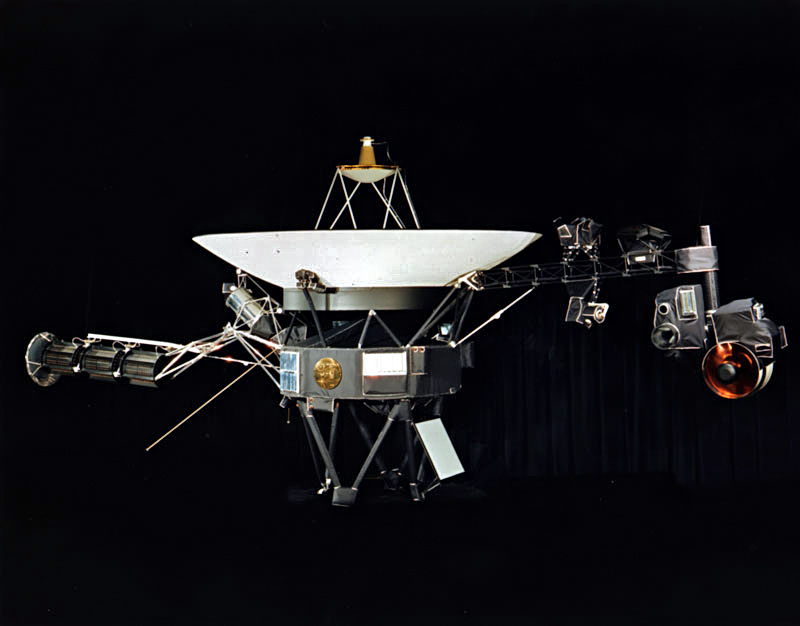
La sonde spatiale Voyager 1

- 1850 : ouverture du pont Britannia.
- 1936 : vol inaugural du Supermarine Spitfire.
- 1943 : vol inaugural du Gloster Meteor, premier avion à réaction militaire mis en service par le Royaume-Uni.
- 1979 :
  - le survol de Jupiter et de quelques-unes de ses lunes par la sonde spatiale Voyager 1 révèle la présence de huit volcans sur Io émettant des panaches sulfurés jusqu'à 200 km de hauteur.
  - un sursaut gamma est détecté par Venera 11, Venera 12 et Helios.
- 1981 : le ZX81 est commercialisé par Sinclair Research.
- 1982 : la sonde spatiale Venera 14 se pose sur Vénus.

## Économie et société

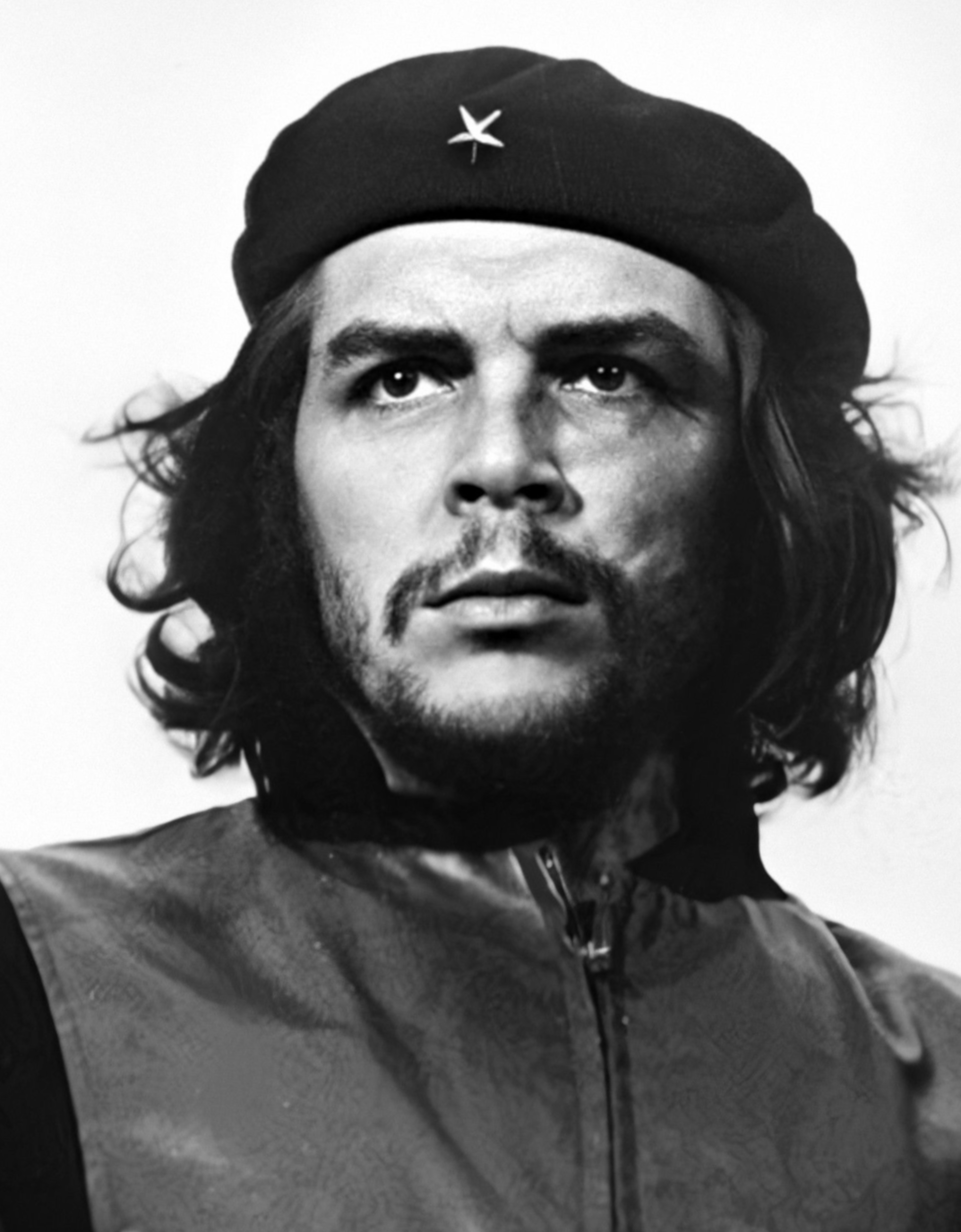
La photo Guerrillero Heroico d'Alberto Korda

- 1960 : le photographe Alberto Korda prend la photo « mythique » du Che Guevara à La Havane lors de l'enterrement des victimes de l'explosion de la Coubre.

## Naissances

### XIIesiècle
- 1133 : Henri II, roi Plantagenêt d'Angleterre († 6 juillet 1189).

### XIVesiècle
- 1324 : David II, roi d'Écosse († 22 février 1371).
- 1326 : Louis Ier de Hongrie, roi de Hongrie et de Pologne († 10 septembre 1382).
- 1364 : Guillaume VII de Juliers, fils de Guillaume VI, duc de Juliers, et de Marie, duchesse de Gueldre († 16 février 1402).

### XVesiècle
- 1451 : William Herbert (2e comte de Pembroke), important membre de la noblesse anglaise († 16 juillet 1491).
- 1488 : Mario Nizzoli, littérateur et philosophe italien de la Renaissance († 5 juin 1567).
- 1500 : Carlo Gualteruzzi, homme de lettres italien de la Renaissance († 26 mai 1577).

### XVIesiècle
- 1504 : Charles de Bourgueville, historien français († 5 novembre 1593).
- 1512 : Gerardus Mercator, cartographe flamand († 2 décembre 1594).
- 1523 : Rodrigo de Castro Osorio, cardinal espagnol († 18 septembre 1600).
- 1527 : Ulrich de Mecklembourg-Güstrow, duc de Mecklembourg-Güstrow († 14 mars 1603).
- 1571 : Tommaso Francini, ingénieur hydraulicien florentin († 15 avril 1651).
- 1574 :
  - George Dousa, érudit néerlandais († 14 janvier 1619).
  - William Oughtred, mathématicien anglais († 30 juin 1660).
  - Frédéric IV du Palatinat, comte palatin du Rhin († 19 septembre 1610).
- 1577 : François Dousa, écrivain néerlandais († 11 décembre 1630).
- 1580 : Christophe Justel, érudit français († 22 juin 1649).
- 1583 : Hermann Latherus, juriste allemand († 9 avril 1640).
- 1585 :
  - Frédéric Ier de Hesse-Hombourg, premier landgrave de Hesse-Hombourg († 9 mai 1638).
  - Jean-Georges Ier de Saxe, prince-électeur de Saxe († 8 octobre 1656).

### XVIIesiècle
- 1602 : Pierre Le Moyne, poète français († 22 avril 1672).
- 1621 : Thomas Street, astronome et mathématicien anglais († 17 août 1689).
- 1623 : Henri Sauval, avocat et historien français († 21 mars 1676).
- 1637 : Jan van der Heyden, peintre baroque néerlandais († 28 mars 1712).
- 1658 : Antoine de Lamothe-Cadillac, personnalité de la Nouvelle-France († 16 octobre 1730).
- 1672 : Giuseppe Zola, peintre italien († 9 mars 1743).
- 1675 : Henri Jacques Nompar de Caumont, mémorialiste français († 20 juillet 1726).
- 1680 : Joseph Munggenast, architecte baroque autrichien († 3 mai 1741).
- 1683 : Robert-François Bonnart, peintre et graveur français († 1771).
- 1693 : Johann Jakob Wettstein, théologien suisse († 23 mars 1754).
- 1696 : Giambattista Tiepolo, peintre italien († 27 mars 1770).
- 1698 : Alfonso Clemente de Aróstegui, évêque, écrivain, juriste et diplomate espagnol († 2 octobre 1774).

### XVIIIesiècle
- 1716 : Catherine Théot, mystique française († 1er septembre 1794).
- 1729 : James Darcy Lever, collectionneur britannique († 24 janvier 1788).
- 1750 :
  - Jean-Baptiste-Gaspard d'Ansse de Villoison, helléniste et philologue français († 28 avril 1805).
  - Kutsuki Masatsuna, daimyo japonais († 18 mai 1802).
- 1751 : Gérard de Lally-Tollendal, homme politique français († 11 mars 1830).
- 1753 : Jean-Pierre Lacombe-Saint-Michel, militaire français († 27 janvier 1812).
- 1764 : Antoine Roy, homme politique et financier français († 4 avril 1847).
- 1770 : Yves Marie Pastol, militaire français († 31 mai 1813).
- 1797 : Michel Eusèbe Mathias Betting de Lancastel, homme politique français  († 18 février 1863).
- 1799 : Nicolas Bosret, compositeur de chansonnettes belge († 18 novembre 1876).
- 1800 : Georg Friedrich Daumer, philosophe allemand († 13 décembre 1875).

### XIXesiècle
- 1808 : Henri de Ruolz, compositeur et chimiste français († 1887).
- 1810 : William Drummond, 7e vicomte Strathallan, politicien écossais († 23 janvier 1886).
- 1812 :
  - Michael Echter, peintre allemand († 4 février 1879).
  - Guillaume Joseph Gabriel de La Landelle, officier de marine et romancier français († 19 janvier 1886).
- 1817 : Moriz Carrière, philosophe et écrivain allemand († 19 janvier 1895).
- 1829 : Jean-Jacques Henner, peintre français († 23 juillet 1905).
- 1830 : Étienne-Jules Marey, physiologiste français, pionnier de la photographie et précurseur du cinéma († 15 mai 1904).
- 1845 : Alphonse Hasselmans, compositeur et pédagogue belge († 19 mai 1912).
- 1851 : Václav Brožík, peintre tchèque († 15 avril 1901).
- 1858 : José Relvas, homme politique portugais († 31 octobre 1929).
- 1863 : Patrick Bowes-Lyon, joueur de tennis britannique († 5 octobre 1946).
- 1865 : Carl Natanael Carleson, homme politique socialiste suédois († 1929).
- 1867 :
  - Victor Segoffin, sculpteur et graveur-médailleur français († 17 octobre 1925).
  - Louis-Alexandre Taschereau, homme politique canadien († 6 juillet 1952).
- 1869 : Michael von Faulhaber, prélat allemand († 12 juin 1952).
- 1871 : Rosa Luxemburg, révolutionnaire allemande († 15 janvier 1919).
- 1876 :
  - Édouard Belin, inventeur français († 4 mars 1963).
  - Alfred-Odilon Comtois, évêque québécois († 26 août 1945).
  - Elisabeth Moore, joueuse de tennis américaine († 22 janvier 1959).
  - Jean Roux, zoologiste suisse († 1er décembre 1939).
- 1879 : Walter Long, acteur américain († 4 juillet 1952).
- 1880 : Sergeï Natanovitch Bernstein, mathématicien soviétique († 26 octobre 1968).
- 1883 : Marius Barbeau, anthropologue, ethnologue, folkloriste canadien († 27 février 1969).
- 1886 :
  - Dong Biwu, homme politique chinois († 2 avril 1975).
  - Léon Mathot, cinéaste français († 6 mars 1968).
  - Paul Radmilovic poloïste et nageur britannique († 29 septembre 1968).
- 1887 :
  - Hector Goetinck, footballeur et entraîneur belge († 26 juin 1944).
  - Heitor Villa-Lobos, compositeur brésilien († 17 novembre 1959).
- 1890 :
  - Pol Morel, footballeur français († 28 septembre 1915).
  - Anna Quinquaud, sculptrice et ethnographe française († 25 décembre 1984).
- 1895 : Lawrence Shields, athlète de demi-fond américain († 19 février 1976).
- 1898 :
  - Zhou Enlai, Premier ministre de la république populaire de Chine de 1949 à 1976 († 8 janvier 1976).
  - Misao Ōkawa, supercentenaire japonaise, doyenne de l'humanité († 1er avril 2015).

### XXesiècle
- 1902 : 
  - Louis Nal, officier français et chef des groupes francs d'Isère († 13 juin 1949).
  - Charles Pinçon (Lamorlaye, Oise, 05 mars 1902 - Guerville, Yvelines, 05 décembre 1973), peintre naïf français[3].
- 1904 : Karl Rahner, théologien allemand († 30 mars 1984).
- 1905 : Robert Vidalin, acteur français († 3 décembre 1989).
- 1907 : Chitetsu Watanabe, supercentenaire japonais, un temps doyen de l'humanité masculine († 23 février 2020).
- 1908 :
  - Christian Boussus, joueur de tennis français († 12 août 2003).
  - Ludwig Goldbrunner, joueur et entraîneur de football allemand († 26 septembre 1981).
  - Rex Harrison, acteur britannique († 2 juin 1990).
- 1909 : Émilien Amaury, homme de presse français († 2 janvier 1977).
- 1910 :
  - Momofuku Ando (安藤百福), homme d'affaires japonais († 5 janvier 2007).
  - Ennio Flaiano, scénariste italien († 20 novembre 1972).
  - Paul Guth, écrivain français († 29 octobre 1997).
- 1911 : 
  - Nils Eriksen, joueur et entraîneur de football norvégien († 5 mai 1975).
  - Bruno Bernhard Heim, premier nonce apostolique auprès de la Cour de St-James, en Grande-Bretagne, depuis la Réforme, précédemment pro-nonce apostolique en Finlande (en) puis en Égypte († 18 mars 2003).
  - Rolland Jeanneau, entrepreneur québécois († 15 janvier 1976).
  - Bob Karp, auteur de comics américain († 5 août 1975).
  - Wolfgang Larrazábal, 41e président du Venezuela († 27 février 2003).
  - Pierre Montazel, directeur de la photographie, scénariste et réalisateur français († 8 septembre 1975).
  - Donald Piper, ancien joueur américain de basket-ball († 25 mars 1963).
  - Mahmoud Taleghani, théologien iranien († 9 septembre 1979).
  - Joseph Tomelty, acteur et dramaturge nord-irlandais († 7 juin 1995).
- 1913 : Josef Stroh, joueur et entraîneur autrichien de football († 7 janvier 1991).
- 1915 :
  - Henry Hicks, homme politique canadien, premier ministre de la Nouvelle-Écosse († 9 décembre 1990).
  - Les frères Moberg, jumeaux, facteurs et restaurateurs d'orgues suédois :
    - Harry († 15 mars 1992) ;
    - Valter Moberg († 21 décembre 2006).

  - Laurent Schwartz, mathématicien français († 4 juillet 2002).
- 1918 :
  - Milt Schmidt, joueur de hockey sur glace canadien († 4 janvier 2017).
  - Red Storey, arbitre de la Ligue nationale de hockey († 15 mars 2006).
  - James Tobin, économiste américain († 11 mars 2002).
- 1920 :
  - Gaby Andreu, actrice française († 27 août 1972).
  - Virginia Christine, actrice américaine († 24 juillet 1996).
  - Bruno Condé, spéléologue et zoologiste français († 11 février 2004).
- 1921 : Ivo Cramér, danseur et chorégraphe suédois († 30 avril 2009).
- 1922 :
  - Claude Frikart, prélat français († 18 décembre 2014).
  - Pierre Moussa, homme d'affaires français († 30 juin 2019).
  - Pier Paolo Pasolini, écrivain et cinéaste italien († assassiné entre le 2 novembre 1975 et 3 novembre 1975).
- 1923 : Gustave Ansart, homme politique français († 20 septembre 1990).
- 1924 : Roger Marche, footballeur français († 1er novembre 1997).
- 1925 :
  - Roger Bédard, joueur et entraîneur québécois de hockey sur glace († 5 octobre 2003).
  - Jacques Vergès, avocat franco-algérien († 15 août 2013).
  - Paul Vergès, homme politique français réunionnais, frère jumeau dizygote du précédent († 12 novembre 2016).
- 1926 :
  - Lise Levitzky (Élisabeth Levitsky dite), peintre française d'origine russe, première épouse de Serge Gainsbourg, psychanalyste († 3 octobre 2022).
  - Norman Macfarlane, industriel écossais et ancien député de la Chambre des lords († 5 novembre 2021).
  - Lily Carlstedt, athlète danoise spécialiste du lancer du javelot († 14 juin 2002).
- 1927 :
  - Jack Cassidy, acteur américain († 12 décembre 1976).
  - Marko Valok, footballeur serbe († 22 septembre 1996).
- 1928 :
  - Elizaveta Dementyeva, céiste russe, championne olympique et du monde († 27 juillet 2022).
  - Robert McMillen, athlète de demi-fond américain († 1er avril 2007).
  - Claude Pierre-Brossolette, homme d'affaires français († 17 décembre 2017).
- 1929 :
  - Erik Carlsson, pilote de rallyes automobile suédois († 27 mai 2015).
  - Jean-Louis Guillaud, homme de télévision français († 3 décembre 2015).
  - Lucette Michaux-Chevry, femme politique française († 9 septembre 2021).
  - Henriette Walter, née Saada, linguiste, universitaire et autrice française.
- 1930 :
  - John Ashley, arbitre canadien de la Ligue nationale de hockey († 5 janvier 2008).
  - Del Crandall (en), receveur puis manager de baseball américain († 5 mai 2021).
  - Guy Gaucher, prélat français († 3 juillet 2014).
  - Jean Tabary, auteur de bandes dessinées français († 18 août 2011).
- 1931 :
  - Gérard Fouquet, prêtre français.
  - Fred (Frédéric Othon Théodore Aristidès dit), auteur de bande dessinée français († 2 avril 2013).
  - Jean-Paul Roussillon, acteur français († 31 juillet 2009).
- 1933 :
  - Walter Kasper, cardinal allemand, président du Conseil pontifical pour la promotion de l'unité des chrétiens.
  - Tommy Tucker, chanteur, pianiste et compositeur américain († 22 janvier 1982).
  - İsmail Ogan, lutteur turc, champion olympique.
- 1934 : Daniel Kahneman, économiste israélien, Prix de la Banque de Suède en sciences économiques en mémoire d'Alfred Nobel en 2002.
- 1935 : 
  - Letizia Battaglia, photographe et photojournaliste italienne sicilienne (notamment sur la Cosa nostra) († 13 avril 2022).
  - Luce Guilbeault, actrice québécoise († 12 juillet 1991).
- 1936 :
  - Canaan Banana, homme d’État zimbabwéen, président du Zimbabwe de 1980 à 1987 († 10 novembre 2003).
  - Claude Mantoulan, joueur français de rugby à XV et de rugby à XIII († 9 septembre 1983).
  - Vladimir Maslatchenko, footballeur soviétique († 28 novembre 2010).
  - Dean Stockwell, acteur américain († 7 novembre 2021).
- 1937 :
  - Claude Bourquard, escrimeur français, médaillé olympique en 1964.
  - Jean Orizet, homme de lettres français.
- 1938 :
  - Vincent Bioulès, peintre français.
  - Paul Evans (en), chanteur et compositeur américain.
  - Pierre Péan, journaliste d'investigation français († 25 juillet 2019).
- 1939 :
  - Samantha Eggar, actrice britannique.
  - Judy Grinham, nageuse britannique.
  - Chögyam Trungpa Rinpoché, maître spirituel reconnu au sein de sa tradition comme une 11e réincarnation dans une lignée du bouddhisme tibétain († 4 avril 1987).
  - Peter Woodcock, criminel canadien († 5 mars 2010).
- 1940 :
  - Claude Lacaze, rugbyman français.
  - Sepp Piontek, joueur (international allemand) puis entraîneur de football allemand.
- 1941 : 
  - Alain Boublil, librettiste franco-tunisien.
  - Tarit Baran Topdar, homme politique indien.
- 1942 : Felipe González, homme d’État espagnol, président du gouvernement de 1982 à 1996.
- 1943 : 
  - Lucio Battisti, chanteur italien († 9 septembre 1998).
  - Frank Forberger, rameur allemand, double champion olympique († 30 septembre 1998).
- 1944 :
  - Élisabeth Badinter, philosophe française.
  - Charly Grosskost, cycliste sur route et sur piste français († 19 juin 2004).
  - Peter Weibel, artiste autrichien.
- 1945 : Randy Matson, athlète américain, champion olympique au lancer du poids.
- 1946 :
  - Bertho Audifax, homme politique français.
  - Jean-Pierre Betton, footballeur français.
  - Murray Head, chanteur et acteur britannique.
  - Miguel Márquez, matador espagnol († 27 mars 2007).
  - Lova Moor (Marie-Claude Jourdain dite), meneuse de revue française.
  - Martin van Creveld, historien israélien.
- 1947 :
  - Zdeněk Douša, joueur tchécoslovaque de basket-ball.
  - Kent Tekulve, lanceur de baseball américain.
  - Monique Thomassettie, femme de lettres belge.
- 1948 :
  - Jan van Beveren, footballeur néerlandais († 26 juin 2011).
  - Eddy Grant, chanteur de reggae britannique.
  - Paquirri, matador espagnol († 26 septembre 1984).
- 1949 :
  - Bernard Arnault, homme d'affaires français.
  - Leszek Błażyński, boxeur polonais († 6 août 1992).
  - Luc Noppen, historien de l’art et de l’architecture et enseignant universitaire québécois.
- 1951 :
  - Rickard Ågren, joueur de hockey sur glace suédois.
  - Ferhat Mehenni, chanteur kabyle.
  - Leslie Mottram, arbitre de football écossais.
- 1952 :
  - Alicia Bárcena Ibarra, diplomate mexicaine, Secrétaire général adjointe à la gestion de l'Organisation des Nations unies.
  - Alan Clark, musicien claviériste britannique du groupe Dire Straits.
  - Robin Hobb, romancière américaine.
  - Noriko Matsuda, joueuse de volley-ball japonaise.
  - Valentina Nikonova, escrimeuse soviétique, championne olympique.
- 1953 :
  - Gardi Hutter, clown et femme de lettres suisse.
  - Valeri Korzoune, cosmonaute russe.
  - Richard Sanderson, chanteur de charme anglais.
- 1954 : Mario Sergio Cortella, écrivain et philosophe brésilien.
- 1955 : Julien Dray, homme politique français.
- 1956 : 
  - Teena Marie, chanteuse, musicienne et compositrice américaine († 26 décembre 2010).
  - Shamil Serikov, lutteur soviétique, champion olympique († 22 novembre 1989).
- 1957 : 
  - Hubert Bourdy, cavalier international de concours de saut d'obstacles français († 25 juin 2014).
  - Marc-Alain Ouaknin, philosophe, écrivain français.
- 1958 : Andrew Gibb, auteur-compositeur-interprète et musicien britannique, frère cadet des Bee Gees († 10 mars 1988).
- 1959 :
  - Marie-Josée Caya, actrice québécoise.
  - Vazgen Sargsian, homme politique arménien († 27 octobre 1999).
- 1960 :
  - Paul Drayson, Baron Drayson pilote automobile britannique.
  - Catherine Matausch, journaliste française.
  - Siegfried Wentz, athlète allemand spécialiste du décathlon.
- 1961 :
  - Thomas Müller, skieur allemand.
  - Jean-Marie Sermier, homme politique français.
- 1962 :
  - Elise Burgin, joueuse de tennis américaine.
  - Robert Curbeam, astronaute américain.
  - Jesús Miguel Rollán, joueur espagnol de water polo († 11 mars 2006).
  - Brian Thompson, navigateur britannique.
- 1963 :
  - Joe Exotic, zoologiste américain spécialisé dans l'élevage de félins.
  - Vianney Mulliez, homme d'affaires et milliardaire français, président du Groupe Auchan.
  - Yves Nicolin, homme politique français.
  - Jigme Pema Wangchen (འཇིགས་མེད་པདྨ་དབང་ཆེན། en tibétain, transcrit 'jigs med pad ma dbang chen en Wylie, dit), 12e chef spirituel tibétain et bhoutanais de la lignée bouddhiste drukpa en exil de l'occupation chinoise, 12e et actuelle réincarnation de Gyalwang Drukpa.
- 1964 : Bertrand Cantat, chanteur et musicien français du groupe Noir Désir.
- 1966 :
  - Gus Caesar, footballeur anglais.
  - Michael Irvin, joueur américain de football américain.
  - Francisco Ruiz de Infante, artiste basque-espagnol.
- 1967 : Nicole Boegman, athlète australienne.
- 1968 :
  - Pierre Diot, comédien et humoriste français.
  - Gennaro Di Napoli, athlète de demi-fond et de fond italien.
  - Maxime Pedneaud-Jobin, homme politique québécois.
- 1969 : 
  - Alexis Kauffmann, professeur de mathématiques et militant libriste français.
  - MC Solaar (Claude Honoré M'Barali dit), chanteur français.
- 1970 :
  - John Frusciante, musicien guitariste américain du groupe Red Hot Chili Peppers.
  - Yū Watase, mangaka japonaise.
  - Lisa Robin Kelly, actrice américaine.
- 1971 : Yuri Lowenthal, acteur américain.
- 1972 :
  - Brian Grant, basketteur américain.
  - Hernán Gumy, joueur de tennis argentin.
  - Nicole Ramalalanirina, athlète française spécialiste du 100 mètres haies.
  - Mikael Tillström, joueur de tennis suédois.
  - Luca Turilli, guitariste italien.
- 1973 :
  - Nelly Arcan, romancière québécoise († 24 septembre 2009).
  - Eduardo Dávila Miura, matador espagnol.
  - Clothilde Magnan, escrimeuse française.
  - Andrea Mutti, alias Red, dessinateur de bande dessinée italien.
  - Michel Nicol, (Lyon, 18 juin 1931 - Cannes, 5 mars 1973), pilote de rallye français ;
  - Nicole Pratt, joueuse de tennis australienne.
- 1974 :
  - Larbi Benboudaoud, judoka français d'origine algérienne.
  - Kevin Connolly, homme de cinéma américain.
  - Matthieu Delormeau, animateur, chroniqueur et producteur de télévision français.
  - Jens Jeremies, footballeur allemand.
  - Eva Mendes, actrice américaine.
  - Jill Ritchie, actrice américaine.
- 1975 :
  - Luciano Burti, pilote automobile brésilien.
  - Delloreen Ennis-London, athlète jamaïcaine.
  - Sergueï Valerievitch Ivanov, coureur cycliste russe.
  - Niki Taylor, mannequin américaine.
  - Louis Attrill, rameur d'aviron britannique, champion olympique.
- 1976 :
  - Shirley Bousquet, actrice française.
  - Julie Deslauriers, actrice québécoise.
  - Šarūnas Jasikevičius, joueur lituanien de basket-ball.
  - Paul Konerko, joueur de baseball américain.
  - Adriana Serra Zanetti, joueuse de tennis italienne.
- 1977 :
  - Taismary Agüero, joueuse de volley-ball italienne d'origine cubaine.
  - Wally Szczerbiak, basketteur américain.
- 1978 :
  - Paul Helcioiu, basketteur roumain.
- 1979 : 
  - Kahina Bahloul, islamologue et soufie franco-algérienne, première femme imame connue en France.
  - Corsley Edwards, basketteur américain.
  - Riki Lindhome, actrice et musicienne américaine.
- 1980 :
  - Francesca Dani, mannequin italienne.
  - Julien Figved, joueur de hockey sur glace français.
  - Renan Luce, chanteur et auteur-compositeur français.
  - Viktoria Winge, actrice norvégienne.
  - Yan Bartelemí, boxeur cubain, champion olympique.
- 1981 :
  - Christian Knees, coureur cycliste allemand.
  - Fernando Menegazzo, footballeur brésilien.
- 1982 :
  - Dan Carter, rugbymen néo-zélandais.
  - Thierry Fabre, judoka français.
- 1983 :
  - Jean-Jacques et Dominique Beovardi, frères judoka(s) et jujitsuka(s) français.
  - Julien Ielsch, footballeur français.
  - Justine Le Pottier, actrice et scénariste française.
- 1984 :
  - Aarthi Agarwal, actrice indo-américaine († 6 juin 2015)
  - Guillaume Hoarau, footballeur français.
  - Kirill Ikonnikov, athlète russe, spécialiste du lancer du marteau.
  - Marcello Miani, rameur italien.
  - Dean Mumm, joueur de rugby à XV australien.
  - Thomas Renault, footballeur français.
- 1985 :
  - Samu Manoa, joueur de rugby à XV américain.
  - David Marshall, footballeur international écossais.
  - Ken'ichi Matsuyama, acteur japonais.
  - Stanislau Shcharbachenia, rameur d'aviron biélorusse.
  - Willem Viljoen, joueur sud-africain de badminton.
  - Aleš Vodseďálek, coureur du combiné nordique tchèque.
- 1986 :
  - Mahmoud Abdelrazek, footballeur égyptien.
  - Hikairo Forbes, joueur de rugby à XV néo-zélandais.
  - Michel Ipouck, basketteur franco-camerounais.
  - Stéphane Tempier, coureur cycliste français, spécialiste du VTT.
- 1987 :
  - Anna Chakvetadze, joueuse de tennis russe.
  - Blaž Kavčič, joueur de tennis slovène.
  - Laura Trompette, romancière française.
  - Liang Wenbo, joueur de snooker chinois.
- 1988 :
  - Sergey Chernik, footballeur biélorusse.
  - Illya Kvasha, plongeur ukrainien.
  - Damien Plessis, footballeur français.
  - Bjarni Viðarsson, footballeur international islandais.
- 1989 :
  - Iaroslav Khabarov, hockeyeur russe.
  - Jake Lloyd, acteur américain.
  - Victor Muffat-Jeandet, skieur alpin français.
- 1990 :
  - Alana Blanchard, surfeuse hawaïenne.
  - Iaroslav Khabarov, hockeyeur russe.
  - Mason Plumlee, basketteur américain.
  - Rubén Pros, athlète espagnol.
  - Anne Sila, chanteuse et violoncelliste française.
  - Hana Sofia Lopes, actrice luxembourgeoise.
- 1991 :
  - Mathieu Guillon, matador français.
  - Michael Hayböck, sauteur à ski autrichien.
  - Vicky Losada, footballeuse espagnole.
- 1992 : Aleksandra Mierzejewska, haltérophile polonaise.
- 1993 :
  - Alexis Gougeard, cycliste sur route français.
  - Harry Maguire, footballeur anglais.
  - Youssouf Sabaly, footballeur franco-sénégalais.
- 1994 :
  - Daria Gavrilova, joueuse de tennis russe puis australienne.
  - Sajjad Mashayekhi, basketteur iranien.
  - Brigitte Ntiamoah, athlète de sprint française.
- 1995 :
  - Daouda Bamba, footballeur ivoirien.
  - Diamond DeShields, basketteuse américaine.
  - Mouez Hassen, footballeur franco-tunisien.
- 1996 :
  - Gabriel Boschilia, footballeur brésilien.
  - Blessing Eleke, footballeur nigérian.
  - Emmanuel Mudiay, basketteur congolais.
- 1997 :
  - Grégory Bengaber, basketteur français.
  - Niko Hämäläinen, footballeur finlandais.
  - Romain Lagarde, handballeur français.
- 1998 :
  - Veljko Birmančević, footballeur serbe
  - Niko Hämäläinen, footballeur finlandais.
  - Killian Tillie, basketteur français.
- 1999 : Malick Touré-Reinhard, journaliste suisse.
- 2000 : Mélanie de Jesus dos Santos, gymnaste artistique française.

### XXIesiècle
- 2007 : Eugénie de Bourbon, princesse française, fille du prince Louis de Bourbon.

## Décès

### XIIesiècle
- 1118 : Maurus, évêque de Cracovie (° inconnue).

### XIIIesiècle
- 1239: Hermann Balk, militaire de l'ordre teutonique (° inconnue).

### XIVesiècle
- 1319 : Jean II, dauphin du Viennois (° ca 1280).

### XVesiècle
- 1410 : Matthieu de Cracovie, prélat polono-allemand (° vers 1335/1340).

### XVIesiècle
- 1534 : Le Corrège, peintre italien (° 1489).
- 1592 : Hermann de Schaumbourg, prince-évêque de Minden (° 31 octobre 1545).

### XVIIesiècle
- 1605 : Clément VIII, pape (° 24 février 1536).
- 1622 : Ranuce Ier Farnèse, duc de Parme et Plaisance (° 28 mars 1569).
- 1694 : Vittoria della Rovere, grande-duchesse de Toscane (° 7 février 1622).

### XVIIIesiècle
- 1732 : Joseph-François Salomon, compositeur français (° avril 1649).
- 1778 : Thomas Augustine Arne, compositeur britannique (° mars 1710).
- 1798 : Jean-Baptiste II Tilliard, maître menuisier-ébéniste en sièges français (° 1723).

### XIXesiècle
- 1803 : Joseph Duvet, personnalité du Nord-Pas-de-Calais (° 12 mars 1700).
- 1815 : Franz-Anton Mesmer, médecin allemand (° 23 mai 1734).
- 1822 : Joseph Boyer de Rébeval, militaire français (° 20 avril 1768).
- 1826 : Charles-Paul Landon, peintre et historien d’art français (° 1760).
- 1827 :
  - Pierre-Simon de Laplace, mathématicien, astronome et physicien français (° 23 mars 1749).
  - Charles du Houx de Vioménil, militaire et aristocrate français (° 22 août 1734).
  - Alessandro Volta, physicien italien (° 18 février 1745).
- 1838 : Charles Boulanger de Boisfrémont, peintre français (° 25 juin 1773).
- 1842 : Auguste Guenepin, architecte français (° 17 juin 1780).
- 1852 : Sophie Gay, compositrice, écrivaine et salonnière française (° 1er juillet 1776)
- 1861 : Charles-Emmanuel-Sigismond de Montmorency-Luxembourg, duc de Luxembourg (° 27 juin 1774).
- 1867 :
  - Louis Boulanger, peintre, lithographe et illustrateur français (° 11 mars 1806).
  - Carl Gustaf Qvarnström, peintre suédois (° 23 mars 1810).
- 1873 : Sophie Duprat, artiste peintre française  (° 1798).
- 1875 :
  - Claude-Louis Mathieu, astronome français (° 25 novembre 1783).
  - Henri Parenteau, homme politique français (° 3 novembre 1800).
- 1876 : Marie d'Agoult, femme de lettres française (° 31 décembre 1805).
- 1881 : Joseph Chodzko, général, topographe et géographe polonais (° 19 décembre 1800).
- 1886 : 
  - Jean Durand de Villers, général français (° 27 décembre 1814).
  - Henry Morris Naglee, général américain (° 15 janvier 1815).
- 1888 : Antoine Bord, facteur de pianos français (° 13 octobre 1814).
- 1893 :
  - Charles-Philippe Place, prélat français (° 14 février 1814).
  - Hippolyte Taine, philosophe et historien français (° 21 avril 1828).
- 1895 : Henry Rawlinson, militaire et orientaliste britannique (° 11 avril 1810).

### XXesiècle
- 1903 : Gaston Paris, médiéviste et philologue romaniste français (° 9 août 1839).
- 1920 : François-Henry Laperrine, général de division et ami de Charles de Foucauld (° 29 septembre 1860).
- 1922 : Florence Ashton Marshall, compositrice, écrivaine et cheffe d'orchestre britannique (° 30 mars 1843).
- 1923 : Dora Pejačević, compositrice croate (° 10 septembre 1885).
- 1925 : Johan Jensen, mathématicien danois (° 8 mai 1859).
- 1927 : Franz Mertens, mathématicien allemand (° 20 mars 1840).
- 1929 : David Dunbar Buick, industriel américain (° 17 septembre 1854).
- 1933 : Anastasia Golovina, médecin bulgare (° 17 octobre 1850).
- 1937 : Mary Butts, écrivaine britannique (° 13 décembre 1890).
- 1940 : Maxine Elliott, comédienne américaine (° 5 février 1868.
- 1942 : Dimitri Pavlovitch, Grand-duc de Russie (° 18 septembre 1891).
- 1944 :
  - Rudolf Harbig, athlète allemand (° 8 novembre 1913).
  - Max Jacob, poète français (° 12 juillet 1876).
- 1947 : Alfredo Casella, compositeur italien (° 25 juillet 1883).
- 1953 :
  - Herman Mankiewicz, scénariste et producteur de cinéma américain (° 7 novembre 1897).
  - Sergueï Prokofiev, compositeur russe (° 23 avril 1891).
  - Joseph Staline, président de l'URSS de 1941 à 1953 (° 21 décembre 1879).
- 1963 :
  - Patsy Cline, chanteuse américaine (° 8 septembre 1932).
  - Cowboy Copas (en), chanteur de musique country américain (° 15 juillet 1913).
  - Hawkshaw Hawkins (en), chanteur de musique country américain (° 22 décembre 1921).
- 1966 : Anna Akhmatova, poétesse russe (° 23 juin 1889).
- 1967 :
  - Mischa Auer, acteur russe (° 17 novembre 1905).
  - Geneviève Granger, sculpteur et graveur-médailleur française (° 1er février 1877).
  - Georges Vanier, homme d’État canadien, gouverneur général du Canada de 1959 à 1967 (° 23 avril 1888).
- 1970 : Annie Anderson, actrice française (° 20 mars 1939).
- 1974 : John Samuel Bourque, homme politique québécois (° 18 septembre 1894).
- 1977 : Tom Pryce, pilote automobile gallois de Formule 1 (° 11 juin 1949).
- 1980 :
  - Winifred Wagner, belle-fille de Richard Wagner, directrice du festival de Bayreuth et amie personnelle d'Adolf Hitler (° 23 juin 1897).
  - Jay Silverheels, acteur canadien (° 26 mai 1912).
- 1981 : E.Y. Harburg, parolier américain (° 8 avril 1896).
- 1982 : John Belushi, acteur américain (° 24 janvier 1949).
- 1984 :
  - Pierre Cochereau, organiste français (° 9 juillet 1924).
  - Tito Gobbi, chanteur lyrique italien (° 24 octobre 1913).
  - Gérard Lebovici, homme de cinéma et éditeur français (° 25 août 1932).
  - William Powell, acteur américain (° 29 juillet 1892).
- 1985 : Kim Yong-sik, footballeur et entraîneur sud-coréen (° 25 juillet 1910).
- 1986 : George Nelson, designer américain (° 29 mai 1908).
- 1990 :
  - Edmund Conen, footballeur allemand (° 10 novembre 1914).
  - Gary Merrill, acteur américain (° 2 août 1915).
  - Gina Pane, artiste française (° 24 mai 1939).
- 1993 : Cyril Collard, écrivain et homme de cinéma français (° 19 décembre 1957).
- 1996 : Whit Bissell, acteur américain (° 25 octobre 1909).
- 1997 :
  - Samm Sinclair Baker, écrivain américain (° 29 juillet 1909).
  - Jean Dréville, cinéaste français (° 20 septembre 1906).
  - Michael Manley, Premier ministre jamaïcain (° 10 décembre 1924).
- 1998 :
  - Annie d'Arco, pianiste française (° 28 octobre 1920).
  - Francesc Català Roca, photographe espagnol (° 19 mars 1922).
  - Philippe Nkubiri, homme politique congolais (° 1910).
  - Donald Woods (Ralph L. Zink dit), acteur d'origine canadienne, naturalisé américain (° 2 décembre 1906).
- 1999 :
  - Walter Diggelmann, cycliste sur piste et sur route suisse (° 11 août 1915).
  - Richard Kiley, acteur américain (° 31 mars 1922).
- 2000 :
  - Jon Barwise, mathématicien, philosophe et logicien américain (° 29 juin 1942).
  - Lolo Ferrari, actrice française (° 9 février 1963).
  - Roma Mitchell, femme politique australienne (° 2 octobre 1913).
  - Alexander Young, ténor britannique (° 18 octobre 1920).

### XXIesiècle
- 2001 :
  - Frans De Mulder, cycliste sur route belge (° 14 décembre 1937).
  - Ian McHarg, architecte paysagiste britannique (° 20 novembre 1920).
- 2002 : Frances Macdonald, peintre anglaise (° 12 avril 1914).
- 2004 : Joan Riudavets Moll, doyen de l'humanité (° 15 décembre 1889).
- 2005 :
  - Sergiu Comissiona, chef d'orchestre roumain (° 16 juin 1928).
  - David Sheppard, joueur de cricket anglais et évêque de l'Église anglicane (° 6 mars 1929).
- 2006 :
  - Janine Chasseguet-Smirguel, psychanalyste français (° 1928).
  - Roman Ogaza, footballeur polonais (° 17 novembre 1952).
  - Simon Nora, haut fonctionnaire français (° 21 février 1921).
  - Denise Soriano-Boucherit, violoniste française (° 15 janvier 1916).
- 2007 :
  - Yvan Delporte, scénariste de bandes dessinées belge (° 24 juin 1928).
  - Ivo Lorscheiter, prélat brésilien (° 7 décembre 1927).
- 2008 :
  - Bernard Antoinette, footballeur français (° 11 mars 1914).
  - Jean-Pierre Bayard, historien et écrivain français (° 7 février 1920).
- 2010 :
  - Pascal Garnier, écrivain français (° 4 juillet 1949).
  - Philip Langridge, chanteur lyrique britannique (° 16 décembre 1939).
  - Andrée Peel, résistante française (° 3 février 1905).
  - Peter Woodcock, criminel canadien (° 5 mars 1939).
- 2011 : Alberto Granado, biochimiste argentin (° 8 août 1922).
- 2012 :
  - Jacques Francini, clown français (° 11 juin 1926).
  - Philip Madoc, acteur gallois (° 5 juillet 1934).
  - Robert B. Sherman, compositeur et parolier américain (° 19 décembre 1925).
- 2013 :
  - Paul Bearer (William Alvin Moody dit), manager de lutte professionnelle et ancien catcheur américain (° 10 avril 1954).
  - Hugo Chávez, président de la République bolivarienne du Venezuela (° 28 juillet 1954).
  - Francis Lemaire, acteur belgo-français (° 9 juin 1936).
- 2016 : Hassan al-Tourabi (Hassan Abdallah al-Tourabi et حسن عبد الله الترابي en arabe), homme politique et religieux soudanais islamiste panarabe issu des Frères musulmans et un de leurs anciens chefs au Soudan (° a priori le 1er février 1932).
- 2018 : André S. Labarthe (André Sylvain Labarthe), critique de cinéma, producteur, réalisateur et scénariste français (° 18 décembre 1931).
- 2020 : André Chéret, dessinateur de bande dessinée français surtout connu par "Rahan" de 1969 à 2015 (° 27 juin 1937).
- 2021 : 
  - David Bailie, acteur britannique (° 4 décembre 1937).
  - Patrick Dupond, danseur étoile et chorégraphe français de ballets (° 14 mars 1959).
  - Étienne Flaubert Batangu Mpesa, pharmacien et chercheur scientifique congolais (° 4 novembre 1942).
  - Henri Gaudin, architecte français (° 25 septembre 1933).
  - Margarita Maslennikova, fondeuse soviétique puis russe (° 2 novembre 1928).
  - Paolo Moreno, archéologue et historien de l'art italien (° 30 octobre 1934).
  - Gerda Schmidt-Panknin, peintre allemande (° 9 août 1920).
  - Harold S. Shapiro, mathématicien et universitaire américain (° 2 avril 1928).
- 2022 : 
  - Agostino Cacciavillan, cardinal italien de la curie romaine (° 14 août 1926).
  - Vladimir Joga, soldat russo-ukrainien (° 26 mai 1993).
  - Antonio Martino, universitaire et homme politique italien (° 22 décembre 1942).
- 2023 : 
  - Romualdo Arppi Filho, arbitre de football brésilien (° 7 janvier 1939).
  - Francisco J. Ayala, biologiste de l'évolution et philosophe hispano-américain (° 12 mars 1934).
  - Klaus Bonsack, lugeur est-allemand puis allemand (° 26 décembre 1941).
  - Denys Drozdz, joueur de rugby à XV français (° 12 juin 1985).
  - Piero Gilardi, artiste contemporain italien (° 3 août 1942).
  - Frank Griswold, évêque américain, de l'Église épiscopalienne des États-Unis (° 18 septembre 1937).
  - Matti Klinge, historien finlandais (° 31 août 1936).

## Célébrations

### Internationales
- Europe : journée européenne du géomètre-expert et de la géoinformation (instaurée pour la première fois en 2012 à Bruxelles à l'occasion du 500e anniversaire de la naissance de Mercator en 1512 ci-avant)[4],[5].

### Nationales
- Chili : anniversaire de création d'une « république » glaciaire symbolique.
- Chine :
  - jingzhe ou début approximatif du mois marquant la fin de l'hibernation des animaux dans le calendrier chinois ;
  - journée « comme Lei Feng » / des « bonnes actions ».

### Célébrations religieuses
- Bahaïsme : quatrième jour du mois de l'élévation / ‘alá’' consacré au jeûne dans le calendrier badí‘.
- Christianisme : jour férié pour commémorer officiellement l'arrivée de « l’Évangile » à Tahiti en Polynésie française en 1797 (voir précédemment).
- Scientologie : CCHR Day célébrant la Citizens Commission on Human Rights / Commission citoyenne sur les Droits de l'Homme.

#### Saints des Églises chrétiennes

##### Saints des Églises catholiques et orthodoxes
Saints des Églises catholiques et orthodoxes :
- Adrien de Césarée († 309), martyr à Césarée.
- Carthage l'Ancien († 540), évêque d'Ossory (en).
- Clément de Syracuse († v. 800), Abbé.
- Colman d'Armagh († Ve siècle), moine.
- Conon d'Isaurie († Ier voire IIe siècle), thaumaturge, et martyr en Isaurie comme son père un saint-Nestor et un saint-Onisius / -Onesimus.
- Conon le Jardinier († 251), jardinier martyr en Pamphylie.
- Drausin de Soissons († 674), 22e évêque de Soissons.
- Eusèbe de Crémone (en) († 423), disciple de saint Jérôme.
- Elven, moine en Bretagne au Ve siècle.
- Gérasime du Jourdain († 475), ermite en Palestine.
- Kieran de Saighir († vers 430), évêque et fondateur du monastère de Saighir (en).
- Lucius Ier († vers 254), 22e pape de 253 à 254.
- Luperc († IIIe siècle), évêque d'Eauze et martyr.
- Marc l'Ascète († Ve siècle), ermite près d'Ancyre.
- Olive de Brescia († 190), vierge et martyre à Brescia.
- Piran († 480), ermite et patron des Cornouailles.
- Phocas de Sinope († 320), martyr à Sinope.
- Théophile de Césarée (es) († 200), évêque de Césarée.
- Virgile († 610), évêque d'Arles.

##### Saints et bienheureux des Églises catholiques
Saints et bienheureux des Églises catholiques :
- Christophe Macassoli (it) († 1485) bienheureux religieux franciscain italien.
- Fugixima († 1622), bienheureux japonais mort martyrisé.
- Jean-Joseph de la Croix († 1734), franciscain alcantarin à Naples.
- Jérémie de Valachie († 1625), bienheureux capucin roumain.
- Pons de Mont Andon († 1087), Abbé.
- Ugo Panziera († vers 1330), Bienheureux franciscain à Prato, missionnaire, mort au couvent de Pera à Constantinople.

##### Saints des Églises orthodoxes (aux dates parfois"juliennes"/ orientales)
Saints des Églises orthodoxes :
- Georges de Rapsanée († 1818), martyr grec.
- Nicolas d'Ochrid († 1956), évêque serbe - fêté aussi le 3 mai.

### Prénoms du jour
Bonne fête aux Olive et ses variantes : Oliva, Oliveta, Olivetta, Olivette, Olivia (Olivier, Oliver davantage les 12 juillet).
Et aussi aux :
- Conon,
- Gérasime,
- Kieran et ses variantes : Kenerin, Kerrier, Kiernan, Kirian, Kylian, Kyran, Kyrian, Queran, Queranus, etc.
- Aux Nestor, Onésime, Onesimus, Onisius,
- Théophile (voir aussi 20 décembre),
- Virgile.

## Traditions et superstitions

### Dictons
- « À la saint-Adrien, froidure ne gèle que les nains. »[8]
- « Pour saint-Adrien, le froid nous dit : je suis là, moi ! »[9]
- « Saint-Adrien amène la glace. »[9]
- « Souvent à la saint-Adrien, le froid mord le bout des doigts. »[10]

### Astrologie
- Signe du zodiaque : 15e jour du signe astrologique des Poissons (et 16e en cas d'année bissextile).

## Toponymie
Les noms de plusieurs voies, places, sites ou édifices de pays ou régions francophones contiennent cette date sous diverses graphies : voir Cinq-Mars .